# Mogi das Cruzes Basketball Clube
Mogi das Cruzes Basketball Clube foi um clube de basquete brasileiro com sede no bairro Mogilar, em Mogi das Cruzes, São Paulo.
Foi criado em 2001, sucedendo ao Clube de Campo de Mogi das Cruzes como mantenedor da marca comercial Mogi Basquete. Seus diretores passaram então a trabalhar para obter parcerias com o fim de fazer crescer o projeto de basquete da entidade. Apesar de disputar inclusive o campeonato brasileiro, encontrou dificuldades em 2005, seu último ano de atividade como clube profissional. Naquela época, seu vice-presidente, Paulo Bisnaga, já pensava em focar nas categorias de base, para revelar novos talentos. Foi sucedido, anos depois, pelo Grêmio Esportivo Mogiano, que depois deu lugar a Associação Desportiva de Mogi das Cruzes que é a atual administradora do Mogi das Cruzes Basquete.